# Krnsko
Krnsko je obec v okrese Mladá Boleslav ve Středočeském kraji. Rozkládá se pět kilometrů jihozápadně od Mladé Boleslavi. Žije zde 593 obyvatel. Obcí protéká řeka Jizera, na které je zde také postaven jez.

## Historie
Ve čtrnáctém století mívali majitelé vesnice podací právo ke kostelu svatého Jiří. V letech 1354–1364 je vykonával Arnošt z Krnska, kterého Rudolf Anděl označil ve stejném období za prvního doloženého držitele vsi. Roku 1388 byl vykonavatelem práva Jindřich Chmel z Krnska a po něm následoval Zdislav Stožek ze Záhoří, který byl v letech 1390–1418 výslovně připomínán jako majitel vesnice a roku 1414 používal přídomek z Dymokur. V roce 1430 dosazoval faráře Bohuněk ze Záhoří, ale zřejmě o statek neznámým způsobem přišel. Dalším doloženým držitelem byl Zdislav z Krnska, při jehož úmrtí v roce 1463 nebo 1464 byla poprvé zmíněna krnská tvrz, jejíž majitelé byli nadále zároveň vlastníky vesnice.
Ve vsi Krnsko s 649 obyvateli v roce 1932 byly evidovány tyto úřady, živnosti a obchody: poštovní úřad, telegrafní úřad, telefonní úřad, katolický kostel, sirotčinec, bednář, biograf Sokol, výroba cementového zboží, cihelna, holič, 3 hostince, továrna na hračky, kolář, kominík, kovář, 2 krejčí, 3 mlýny, obchod s motory, obchod s obuví Baťa, 2 pekaři, pila, pojišťovací jednatelství, porodní asistentka, 2 řezníci, 3 obchody se smíšeným zbožím, stavební družstvo, 2 trafiky, 2 truhláři, obchod s uhlím, velkostatek.

## Obyvatelstvo
| Rok            | 1869 | 1880 | 1890 | 1900 | 1910 | 1921 | 1930 | 1950 | 1961 | 1970 | 1980 | 1991 | 2001 | 2011 | 2021 |
| -------------- | ---- | ---- | ---- | ---- | ---- | ---- | ---- | ---- | ---- | ---- | ---- | ---- | ---- | ---- | ---- |
| Počet obyvatel | 628  | 637  | 616  | 691  | 739  | 794  | 820  | 690  | 744  | 616  | 537  | 451  | 521  | 571  | 569  |
| Počet domů     | 93   | 94   | 104  | 107  | 106  | 111  | 136  | 154  | 139  | 132  | 122  | 146  | 171  | 191  | 198  |

## Obecní správa

### Územněsprávní začlenění
Dějiny územněsprávního začleňování zahrnují období od roku 1850 do současnosti. V chronologickém přehledu je uvedena územně administrativní příslušnost obce v roce, kdy ke změně došlo:
- 1850 země česká, kraj Jičín, politický i soudní okres Mladá Boleslav[9]
- 1855 země česká, kraj Mladá Boleslav, soudní okres Mladá Boleslav[9]
- 1868 země česká, politický i soudní okres Mladá Boleslav[9]
- 1939 země česká, Oberlandrat Jičín, politický i soudní okres Mladá Boleslav[10]
- 1942 země česká, Oberlandrat Praha, politický i soudní okres Mladá Boleslav[11]
- 1945 země česká, správní i soudní okres Mladá Boleslav[12]
- 1949 Pražský kraj, okres Mladá Boleslav[13]
- 1960 Středočeský kraj, okres Mladá Boleslav[14]

### Části obce
- Krnsko
- Řehnice

### Obecní symboly
Znak a vlajka byly obci uděleny rozhodnutím předsedkyně Poslanecké sněmovny Parlamentu České republiky dne 9. listopadu 2010.

## Doprava
Do obce vede silnice III. třídy. Okrajem vesnice (u viaduktu) prochází silnice I/16 Mělník – Mladá Boleslav – Jičín. Obec leží na železniční trati Praha–Turnov. Jedná se o jednokolejnou celostátní trať, doprava byla na trati zahájena roku 1865. Linka S3 (Praha-Vršovice – Mladá Boleslav) v rámci pražského systému Esko. Na území obce leží železniční zastávka Krnsko.
V roce 2011 v obci zastavovaly v pracovních dnech příměstské autobusové linky Mšeno – Mladá Boleslav a Mladá Boleslav – Doubravička dopravce ČSAD Střední Čechy.

## Pamětihodnosti
- Barokní kostel svatého Jiří z roku 1787 (v Dolním Krnsku, u Zámostí)
- Zámek Krnsko
- Stránovský viadukt – železniční most z roku 1924
- Zvonice
- Fara
- Usedlost čp. 18

## Rodáci
- Jan Václav Dubský (1882–1946), analytický chemik
- František Kotek (1855–1925), stavitel a architekt
- Eugen František Wratislav z Mitrowicz (1855–1897), český šlechtic

## Další fotografie

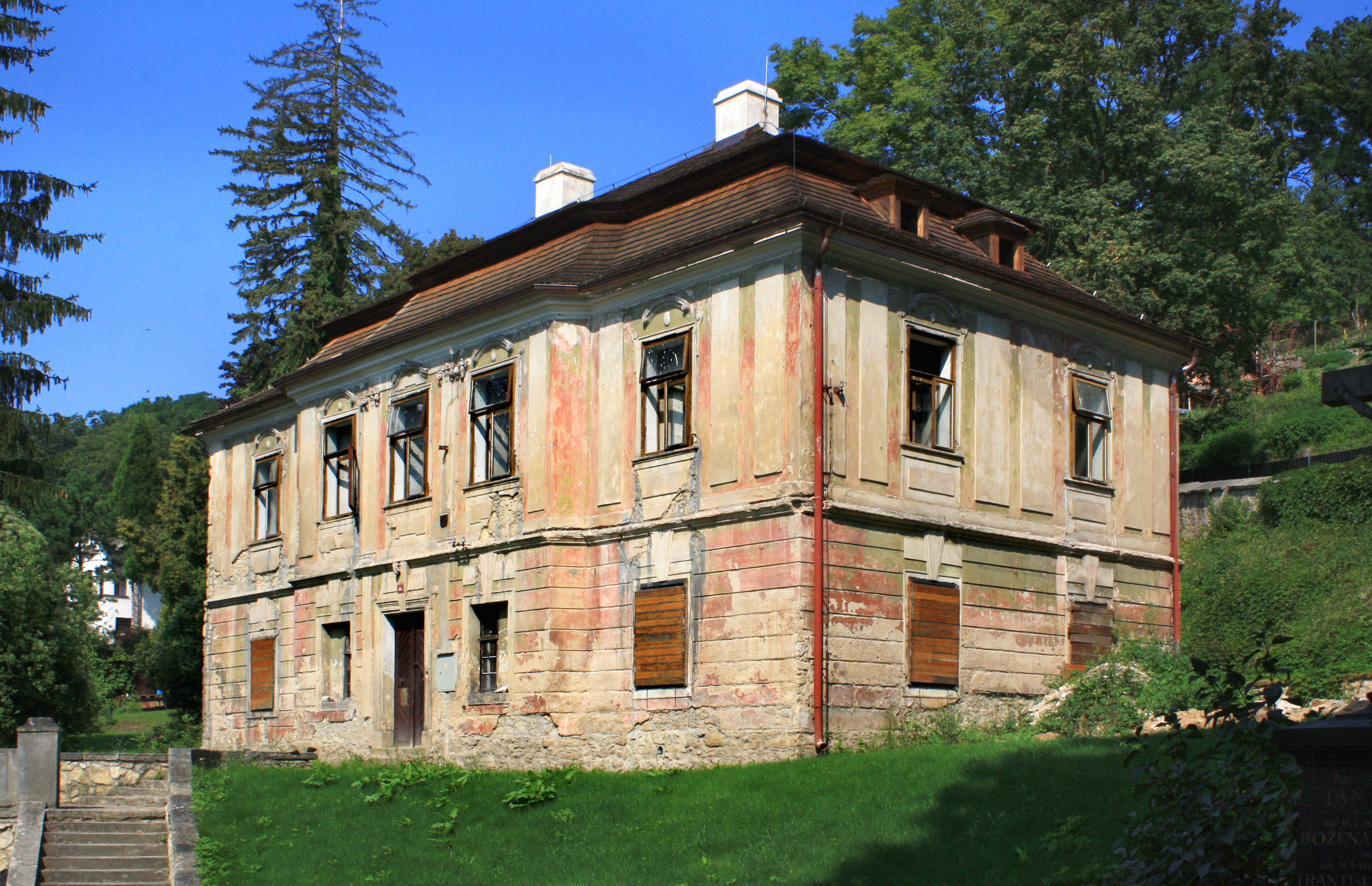
Bývalá fara
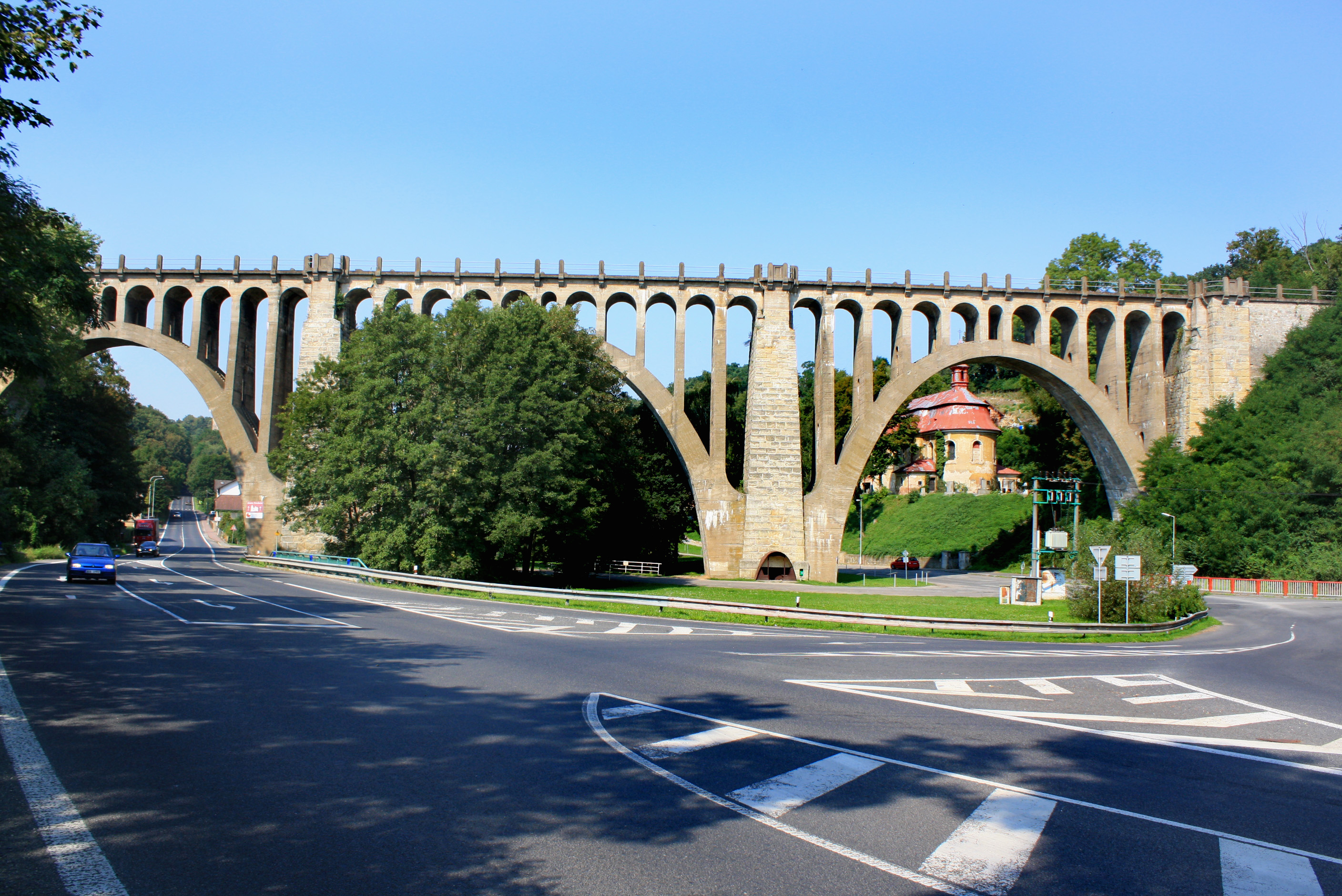
Železniční viadukt
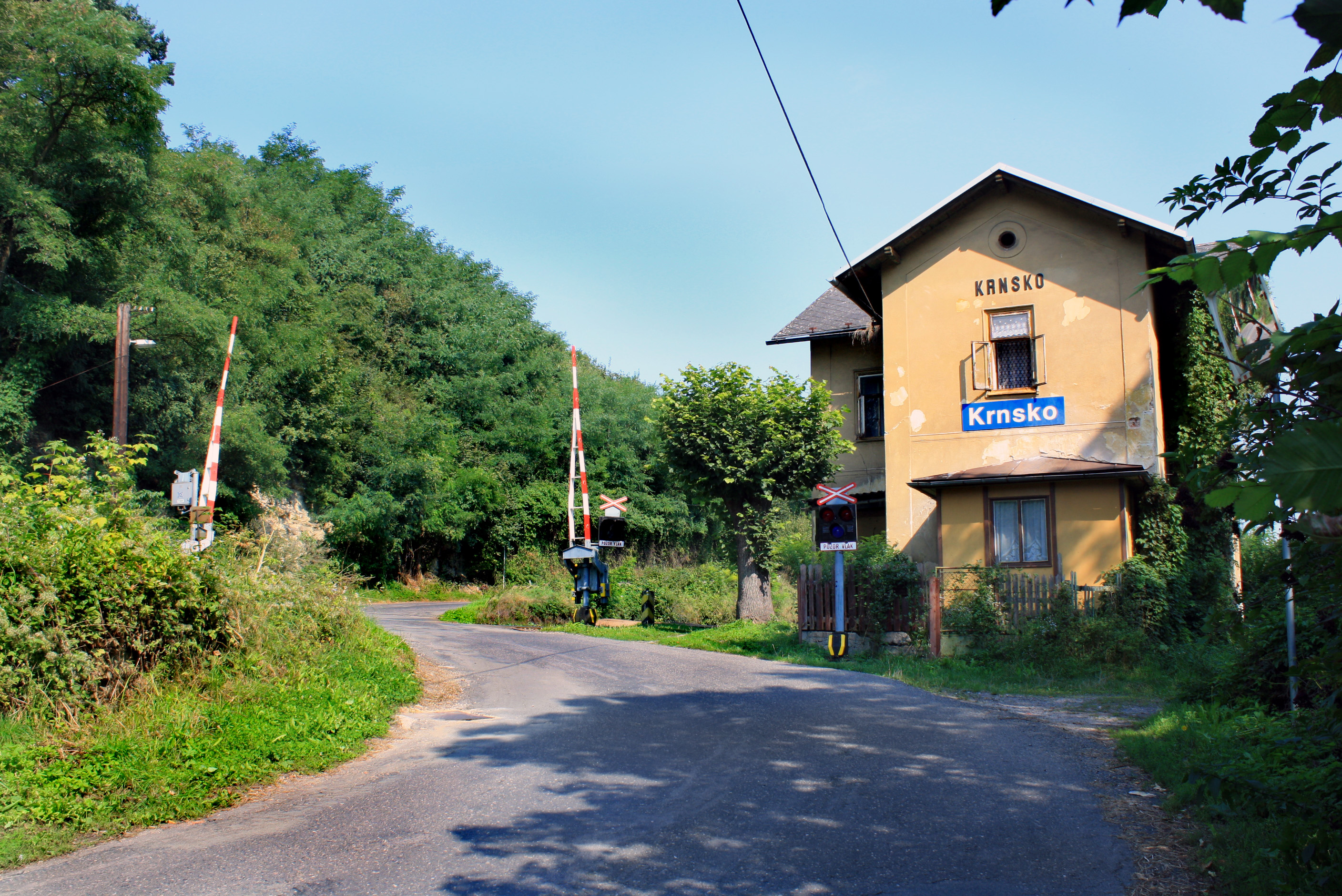
Bývalá budova nádraží